# Lei'd in Hawaii
Lei'd in Hawaii es un álbum en vivo de la banda de rock estadounidense The Beach Boys, con actuaciones grabadas en agosto y septiembre de 1967, poco después de la finalización de su álbum de estudio Smiley Smile de 1967. Algunas pistas de estas actuaciones se han editado en posteriores álbumes de compilación, box set y álbumes piratas. Se editó oficialmente recién en 2017, en el álbum doble 1967 – Sunshine Tomorrow con trece pistas de Lei'd in Hawaii y una versión en estéreo de Wild Honey.

## Grabación
Poco después de que la banda dejó de lado Smile, y abandonase la idea de tocar en el Festival Pop de Monterey, y completase la grabación de Smiley Smile, se programaron dos presentaciones en Hawái, que serían editadas por Brother Records como un álbum en vivo y, posiblemente, se produzca una película del concierto. Las dificultades surgieron cuando Bruce Johnston se negó a viajar porque "todo se había conseguido de forma demasiado rara". Para mitigar esto, Brian Wilson fue persuadido a hacer el viaje, pero solo a condición de que se le permitiera llevar su órgano Baldwin, forzando así los deberes del bajo a Carl Wilson y Al Jardine por ausencia de Johnston, a pesar de que ninguno tenía altas capacidades con el instrumento. 
La banda fue ensayando, añadiendo nuevos temas a su lista de canciones para conciertos, como "Gettin' Hungry", "Heroes and Villains" y una versión de la canción "The Letter" de Box Tops. Finalmente el concierto se llevó a cabo, pero tras un mal desempeño en el mismo, quizás por la nueva formación y porque la banda había consumido ciertas sustancias, el material no pudo ser editado en el estudio para su recuperación, y sumado a que la grabación sufrió problemas técnicos que no pudieron ser corregidos con doblaje u otro truco de estudio, se descartó editar este concierto.
El 11 de septiembre de 1967, la banda fue a Wally Heider Studios en San Francisco con la idea de rescatar las grabaciones. Trataron de volver a registrar todas las interpretaciones en el estudio para editarlo junto con la pista de audio del público. Sólo se llegaron a grabar seis pistas antes de que esta idea fuera descartada.
Por primera vez se interpretó en vivo "Heroes and Villains" con Brian Wilson, que a su vez sería la última por varias décadas. No volvió a interpretar la canción para el público hasta el concierto A Tribute to Brian Wilson recién en el 2000.

## Publicaciones
Con el tiempo algunas partes de Lei'd in Hawaii han sido editadas para el público en diversas compilaciones de The Beach Boys.

### Ediciones piratas
Tanto el concierto del 25 de agosto como las sesiones en Wally Heider Studios están disponibles en la compilación no autorizada Aloha From Hawaii (and Hollywood).
En 1994, el sello pirata Vigotone lanzó una compilación de grabaciones de Lei'd en Hawaii tituladas Lei'd en Hawai Rehearsal. Inclusive con descartes de estudio adicionales, tales como "We're Together Again" de Friends y "Sherry She Needs Me".

## Lista de canciones
25 de agosto
1. "The Letter"
2. "Hawaii"
3. "You're So Good to Me"
4. "Surfer Girl"
5. "Surfin'"
6. "Gettin' Hungry"
7. "Sloop John B"
8. "California Girls"
9. "Wouldn't It Be Nice"
10. "Heroes and Villains"
11. "God Only Knows"
12. "Good Vibrations"
13. "Barbara Ann"

26 de agosto
1. "Hawthorne Boulevard"
2. "Hawaii"
3. "You're So Good to Me"
4. "Help Me Rhonda"
5. "California Girls"
6. "Wouldn't It Be Nice"
7. "Gettin' Hungry"
8. "Surfer Girl"
9. "Surfin'"
10. "Sloop John B"
11. "The Letter"
12. "God Only Knows"
13. "Good Vibrations"
14. "Heroes and Villains"
15. "Barbara Ann"